# Trumbull (Nebraska)
Trumbull – wieś w Stanach Zjednoczonych, w stanie Nebraska, w hrabstwie Clay.